# ديف مويس
ديف مويس (بالإنجليزية: Dave Moyes)‏ هو لاعب كرة قدم بريطاني في مركز الدفاع، ولد في 14 أكتوبر 1955 في هادينغتون (لوثيان الشرقية) في المملكة المتحدة. لعب مع بيرويك راينجرز ودونفرملين أثلتيك ونادي ليفينغستون.